# Nordströms linbanor

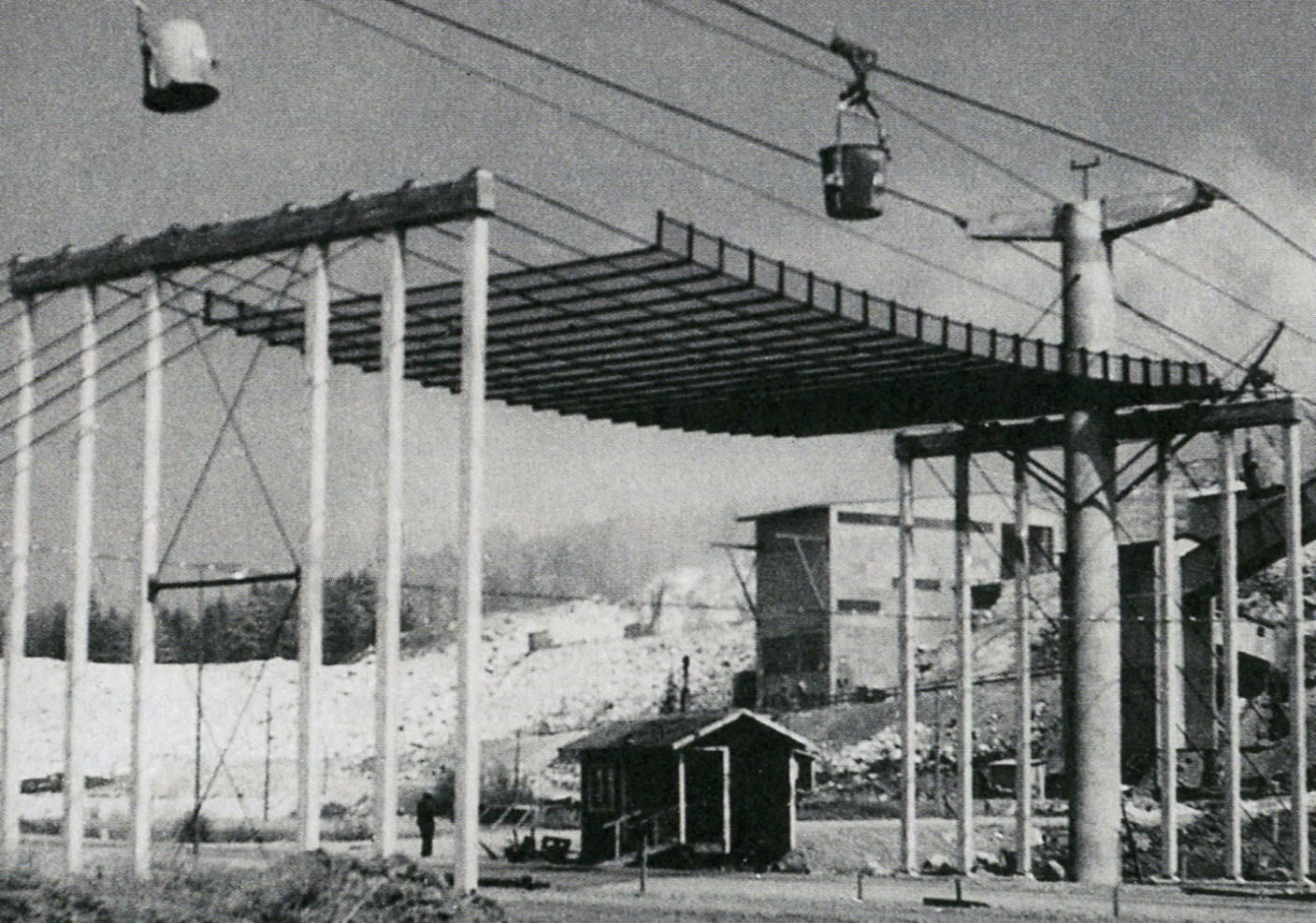
Industrilinbana vid Stora Vika cementfabrik.

Aktiebolaget Nordströms linbanor var ett företag i Stockholm som tillverkade linbanor och andra industriella transportanläggningar, bland annat kabelkranar, band- och skruvtransportörer.. Företaget grundades 1891 som AB Ernst Nordströms linbanor av ingenjör Ernst August Nordström (1864-1948). Namnet Nordströms linbanor togs 1911 vid nyetablering efter en konkurs orsakad av storstrejken 1909.
Företagets verksamhet bestod till stor del av designarbete, där själva tillverkningen lades ut på externa verkstäder. 1903 etablerades Nordströms första egna fabrik i Falun, och 1916 anlades en verkstad i Enköping. Enköping valdes för dess närhet till Bergslagen där Nordströms hade många kunder; företagets efterträdare är verksam i Enköping än idag. Linor och kablar levererades av Garphytte bruk.
Kontoret låg vid starten på Drottninggatan 10 i Stockholm. Därefter under en period på Vasagatan (med neonskylt på Esseltehuset), från 1948 på Kungsbroplan och 1967 flyttades också kontoret till Gesällgatan i Enköping.

## Anläggningar
Företaget byggde en stor mängd industrilinbanor runt om i Sverige - inklusive de tre längsta linbanor som funnits i landet:
1. Malmlinbanan Kristineberg-Boliden (1943): 95,8 km - världens längsta
2. Kalklinbanan Forsby-Köping (1941): 41,2 km
3. Marma-Långrörs linbana (1927) mellan Vallvik och massafabriken vid Marmaverken: 20 km

För Stockholmsutställningen 1897 byggde Nordströms en personlinbana över Djurgårdsbrunnsviken, och vid jubileumsutställningen i Göteborg 1923 en bergbana samt en linbana för persontransport. Man tillverkade också skidliftar, bland annat i Åre, Björkliden och Riksgränsen.
| Namn                           | Plats                                 | Last                    | Längd (m)             | Byggd          | Riven          |
| ------------------------------ | ------------------------------------- | ----------------------- | --------------------- | -------------- | -------------- |
| Nonaas gruva                   | Bergen, Norge                         | Kopparmalm              | 760                   | 1891           | uppgift behövs |
| Røros                          | Røros, Norge                          | Kopparmalm, timmer      | 1 740                 | uppgift behövs | uppgift behövs |
| Rejmyre linbana                | Rejmyre-Simonstorp, Östergötland      | Glas                    | 14 500                | 1895           | 1930           |
| Högbondens fyr                 | Högbonden                             | Gasflaskor, dagligvaror | 260                   | uppgift behövs | Nej            |
| Munksunds linbana              | Piteå                                 | Träflis                 | 6 750                 | 1926           | 1959           |
| Compania Cemento de Samper     | Samper, Colombia                      | Kalksten                | 9 193                 | 1933           | uppgift behövs |
| Cyprus Chrome Co. Ltd.         | Troodosbergen, Cypern                 | Krommalm                | 3 380                 | 1936           | Nej            |
| Türk Maadin Sirketi            | Turkiet                               | Krommalm                | 5 560                 | 1937           | uppgift behövs |
| Titania-banan                  | Rogaland, Norge                       | Titan-, järnmalm        | 4 500                 | uppgift behövs | uppgift behövs |
| Stora Vika-linbanan            | Stora Vika cementfabrik, Södermanland | Kalksten                | 670                   | 1948           | efter 1981     |
| Åre linbana (Fjällgårdsliften) | Åre                                   | Skidåkare               | 960 (två delsträckor) | 1952           | 1979           |
| Surte glasbruk                 | Surte                                 | Sand                    | 350                   | 1950           | 2009           |

## Andra verksamheter
De största linbaneprojekten utfördes under perioden 1920-1950. Därefter började andra transportmetoder – främst lastbil – att framstå som mer lönsamma, och efter 1950-talet tillverkade Nordströms inga linbanor. Istället tillkom nya produktområden som rörpost.
Nordströms vertikala skruvtransportörer för torrt cementpulver byggde på en patenterad stödlagerkonstruktion av hårdmetall. Bolagets ingenjörer var duktiga på att konstruera unika hanteringslösningar för speciellt sågverksindustrin, där flottat timmer togs om hand, vid behov vändes i en specialkonstruerad "stockvändare" och vidarebefordrades till själva sågen. De sågade bräderna sorterades i specialkonstruerade sorteringsverk. I Narvik byggdes en anläggning för hantering av järnvägsvagnar lastade med järnmalm. Vagnarna matades fram två i taget och vändes upp och ned, så att malmen föll ned i en ficka, som matade en bandtransportör. Bandtransportörer fördelade malmen jämnt fördelat i lastrummen på fartygen. I samarbete med Alfa-Laval levererades 1960 sjutton kompletta slakthus till Sovjetunionen.

## Ägarbyten
1985 såldes Nordströms linbanor till Consiliumkoncernen, större delen av Nordströms och företaget Siwertell blev Consilium Materials Handling Marine AB lokaliserat till Bjuv. 1992 köpte brittiska Babcock International bolaget som fick det nya namnet BMH Marine. Företaget ingår idag i MacGregor bulk och tillverkar lastnings- och lossningsutrustningar för fartyg och hamnar, för vilka varumärket Nordströms fortfarande används.